# Ceropegia muliensis
Ceropegia muliensis är en oleanderväxtart som beskrevs av W. W. Smith. Ceropegia muliensis ingår i släktet Ceropegia och familjen oleanderväxter. Inga underarter finns listade i Catalogue of Life.